# Cecidochares delta
Cecidochares delta är en tvåvingeart som först beskrevs av Friedrich Georg Hendel 1914.  Cecidochares delta ingår i släktet Cecidochares och familjen borrflugor. Inga underarter finns listade.